# 23166 Bilal
23166 Bilal è un asteroide della fascia principale. Scoperto nel 2000, presenta un'orbita caratterizzata da un semiasse maggiore pari a 2,7854446 UA e da un'eccentricità di 0,1220819, inclinata di 7,97716° rispetto all'eclittica.